# PGC 519
LEDA/PGC 519, auch ESO 349-30, ist eine Balken-Spiralgalaxie vom Hubble-Typ SAB(rs)a im Sternbild Bildhauer am Südsternhimmel. Sie ist schätzungsweise 666 Millionen Lichtjahre von der Milchstraße entfernt.

Im selben Himmelsareal befinden sich u. a. die Galaxien NGC 10, PGC 443, PGC 621, PGC 199324.